# Petaliaeschna
Petaliaeschna is een geslacht van libellen (Odonata) uit de familie van de glazenmakers (Aeshnidae).

## Soorten
Petaliaeschna omvat 6 soorten:
- Petaliaeschna corneliae Asahina, 1982
- Petaliaeschna flavipes Karube, 1999
- Petaliaeschna fletcheri Fraser, 1927
- Petaliaeschna lieftincki Asahina, 1982
- Petaliaeschna pinratanai Yeh, 1999
- Petaliaeschna tomokunii Karube, 2000